# Condado de Montgomery (Nueva York)
El condado de Montgomery (en inglés: Montgomery County) fundado en 1772 es un condado en el estado estadounidense de Nueva York. En el 2000 el condado tenía una población de 49,708 habitantes en una densidad poblacional de 47 personas por km². La sede del condado es Fonda.

## Geografía
Según la Oficina del Censo, el condado tiene un área total de 1062 km² (410 mi²), de la cual 1049 km² (405 mi²) es tierra y 16 km² (6,2 mi²) (1.34%) es agua.

### Condados adyacentes
- Condado de Fulton, Nueva York - norte
- Condado de Saratoga, Nueva York - este
- Condado de Schenectady, Nueva York - este
- Condado de Schoharie, Nueva York - sur
- Condado de Otsego, Nueva York - suroeste
- Condado de Herkimer, Nueva York - oeste

## Demografía
Según la Oficina del Censo, en 2000, había 49.708 personas, 20.038 hogares, y 13.104 familias que residían en el condado. La densidad de población era de 123 personas por milla cuadrada (47/km²). Había 22.522 viviendas en una densidad media de 56 por milla cuadrada (21/km²). La composición racial del condado era de 94.87% blancos, el 1.15% negros o afroamericanos, el 0.25% amerindios, el 0.53% asiáticos, 0.01% isleños del Pacífico, el 1.92% de otras razas, y el 1.27% de dos o más razas. El 6.91% de la población eran hispanos o latinos de cualquier raza. El 89.8% de la población hablaba inglés, el 6.3% español y el 1.5% polaco como primera lengua.
En 2000 había 20.038 hogares de los cuales 29.4% tenían niños bajo la edad de 18 que vivían con ellos, el 49.0% eran parejas casadas viviendo juntas, el 11.6% tenían a una mujer divorciada como la cabeza de la familia y el 34.6% no eran familias. El 29.5% de todas las viviendas estaban compuestas por individuos y el 14.9% tenían a alguna persona anciana de 65 años de edad o más. El tamaño del hogar promedio era de 2.42 y el tamaño promedio de una familia era de 2.98.
En el condado la composición por edad era del 24.5% menores de 18 años, el 7.2% tenía entre 18 a 24 años, el 26.3% de 25 a 44, el 22.9% entre 45 a 64, y el 19.2% tenía 65 años de edad o más. La edad promedia era 40 años. Por cada 100 mujeres había 91.4 varones. Por cada 100 mujeres mayores de 18 años había 87.9 varones.
En el 2000 la renta per cápita promedia del condado era de $32,128, y el ingreso promedio para una familia era de $40,688. En 2000 los hombres tenían un ingreso per cápita de $30,818 versus $23,359 para las mujeres. El ingreso per cápita para el condado era de $17,005 y el 12.00% de la población estaba bajo el umbral de pobreza nacional.

## Localidades
- Ames (villa)
- Amsterdam (ciudad)
- Amsterdam (pueblo)
- Canajoharie (pueblo)
- Canajoharie (villa)
- Charleston (pueblo)
- Florida (pueblo)
- Fonda (villa)
- Fort Johnson (villa)
- Fort Plain (villa)
- Fultonville (villa)
- Glen (pueblo)
- Hagaman (villa)
- Minden (pueblo)
- Mohawk (pueblo)
- Nelliston (villa)
- Palatine Bridge (villa)
- Palatine (pueblo)
- Root (pueblo)
- St. Johnsville (pueblo)
- St. Johnsville (villa)

En paréntesis la forma de gobierno.